# Pinnatella gollanii
Pinnatella gollanii är en bladmossart som beskrevs av Brotherus 1931. Pinnatella gollanii ingår i släktet Pinnatella och familjen Neckeraceae. Inga underarter finns listade i Catalogue of Life.